# بیمارستان شهید بهشتی انزلی
بیمارستان شهید بهشتی انزلی یک بیمارستان در بندرانزلی، گیلان، ایران است.

## تاریخچه
در شهریور سال ۱۳۲۰ حسن اکبر  نماینده وقت بندرانزلی در مجلس شورای ملی پیشنهاد احداث بیمارستان ۵۰ تختخوابی را می‌نماید که از همان سال ساختمان بیمارستان به مساحت ۱۱٬۰۷۴ متر مربع شروع و در سال ۱۳۲۸ به پایان می‌رسد. بیمارستان محمد رضا پهلوی پس از پیروزی انقلاب ۱۳۵۷ ایران به بیمارستان محمد مصدق تغییر نام داده اما کمی پس از انفجار در دفتر حزب جمهوری اسلامی در سال ۱۳۶۰ خورشیدی به یاد سید محمد بهشتی به نام وی نام‌گذاری شد. ساختمان جدیدی که توسط سازمان تأمین اجتماعی احداث گردیده بود در سال ۱۳۸۲ خورشیدی به دانشگاه علوم پزشکی گیلان واگذار گردید.

## نیروی انسانی
بیمارستان شهید بهشتی انزلی دارای کارکنان متخصصی به شرح زیر است:
- پزشک عمومی: ۱۳ نفر
- پزشک متخصص: ۵۲ نفر
- پزشک فوق تخصص: ۲ نفر
- داروساز: ۲ نفر
- علوم آزمایشگاهی: ۱ نفر
- رادیولوژیست: ۱ نفر

## امکانات

### بخش‌های بیمارستان
- بخش اورژانس
- درمانگاه عمومی
- بخش داخلی
- بخش اطفال
- بخش جراحی عمومی
- اتاق عمل
- بخش مراقبت‌های ویژه
- بخش مراقبت های قلبی
- زایشگاه
- دیالیز

### بخش‌هایپیرابالینی
- آزمایشگاه تشخیص طبی
- رادیولوژی
- سی‌تی اسکن
- پژواک‌نگاری قلب
- تست ورزش قلب
- سونوگرافی
- آندوسکوپی
- کولونوسکوپی
- داروخانه

## نگارخانه

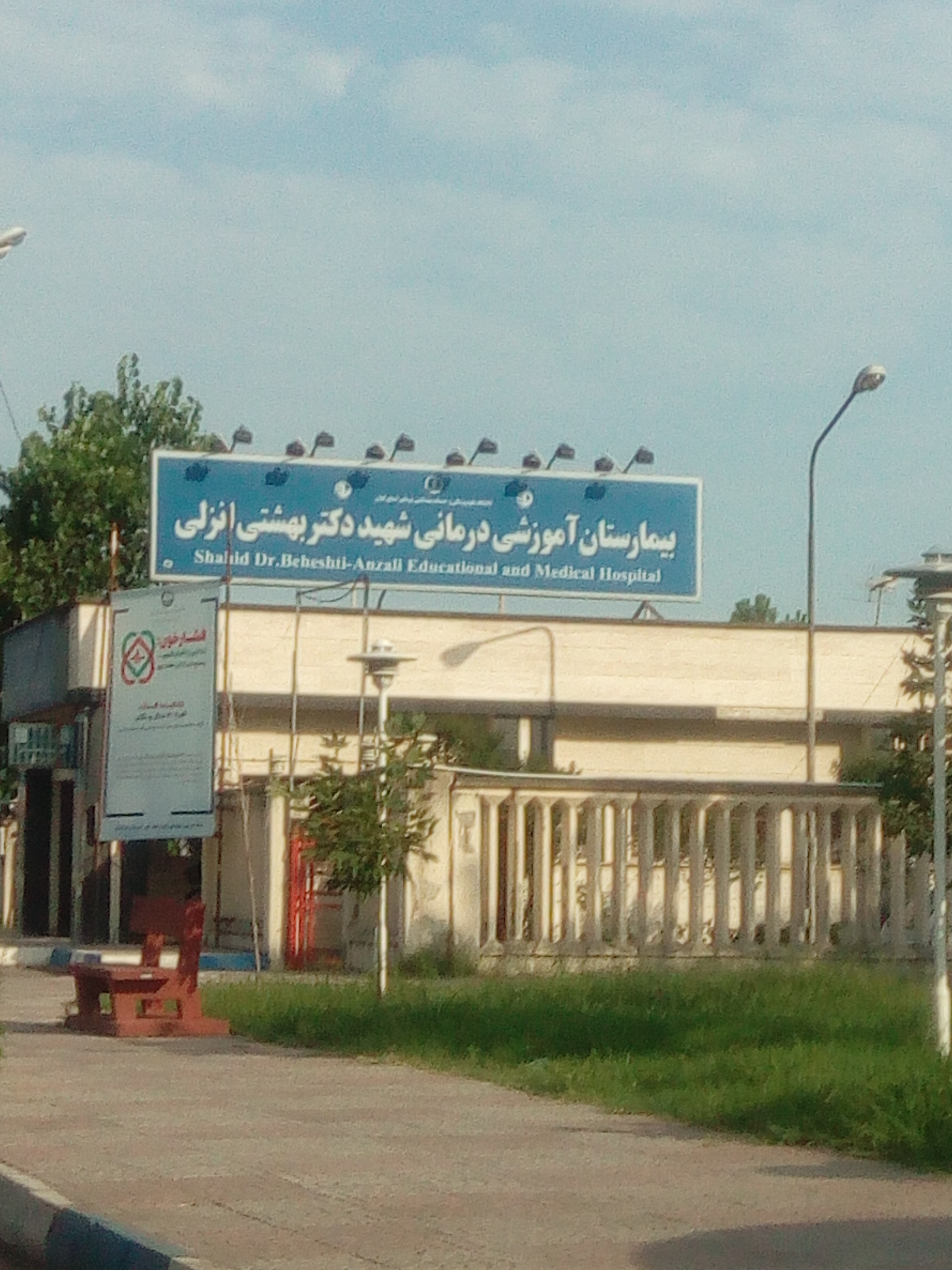
نمای بیرونی بیمارستان شهید بهشتی انزلی
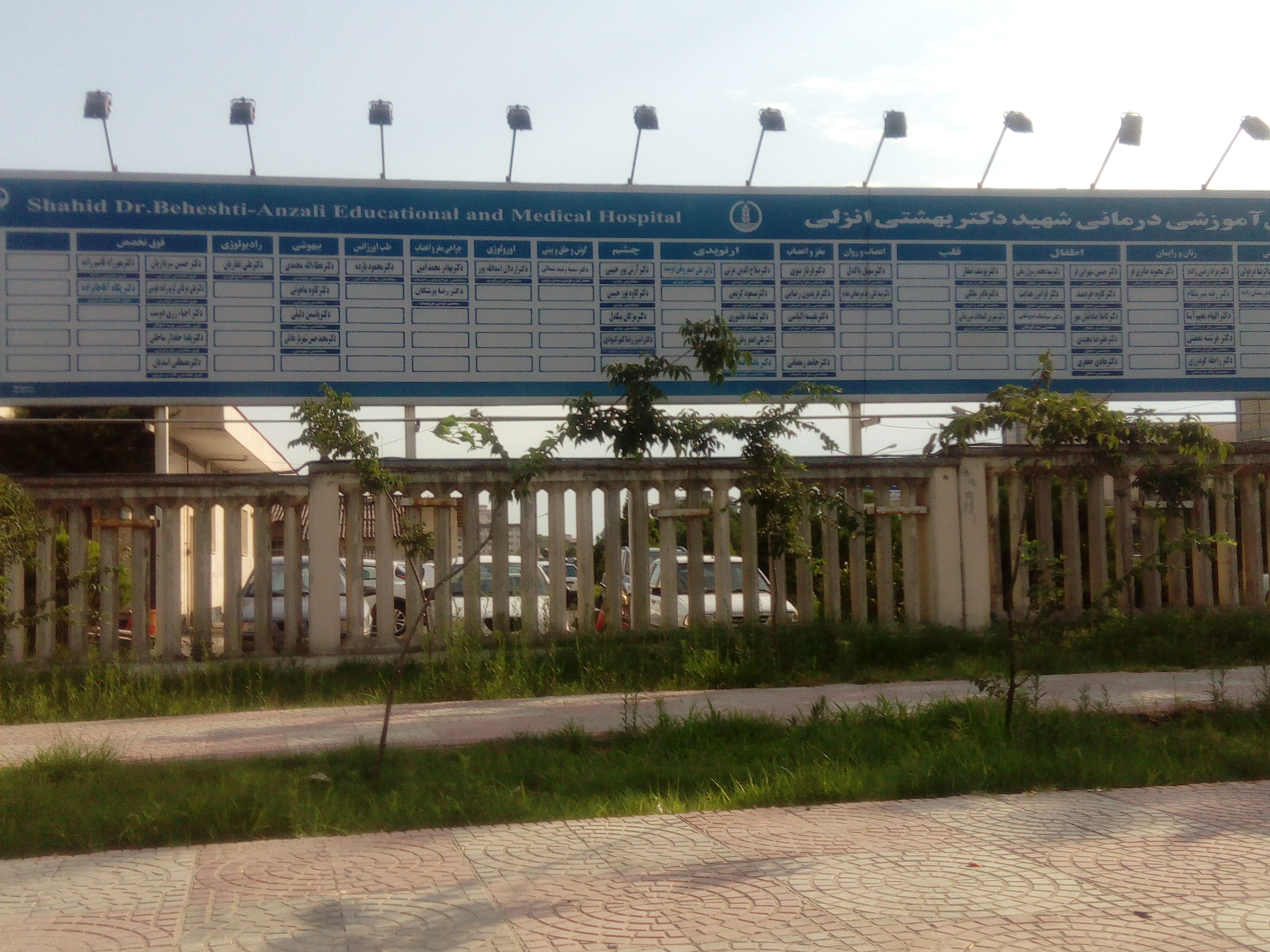
نمای بیرونی بیمارستان شهید بهشتی انزلی